# Pokutynci
Pokutynci (ukr. Покутинці) – wieś na Ukrainie, w obwodzie chmielnickim, w rejonie chmielnickim, w hromadzie Zinków. W 2001 roku liczyła 802 mieszkańców.
W pierwszej połowie XVII w. miejscowość znajdowała się w starostwie barskim i podlegała bezpośrednio królowi jako wieś królewska.
W 1835 we wsi urodził się malarz Stanisław Chlebowski.
Do 1918 roku znajdował się w miejscowości parterowy dwór wybudowany przez Ignacego Czerkasa lub jego poprzedników.
W latach 1966–2020 miejscowość wchodziła w skład rejonu wińkowieckiego.